# ミゲル・アンジェロ・ダ・シルバ・ロシャ
シェカ（Xeka）ことミゲル・アンジェロ・ダ・シウヴァ・ローシャ（Miguel Ângelo da Silva Rocha、1994年11月10日 - ）は、ポルトガル・レボルドサ出身のサッカー選手。スタッド・レンヌ所属。ポジションはMF。

## 経歴
2013年9月23日、SLベンフィカのBチームとの対戦でプロ初得点を挙げた。
2016年10月、SCブラガのファーストチームに召集された。同月のGDシャヴェス戦でプリメイラ・リーガ初出場を果たした。
2017年1月31日、リーグ・アンのリールに期限付き移籍した。
2022年9月21日、スタッド・レンヌにフリーで加入した。

## タイトル
LOSCリール
- リーグ・アン 2020-21